# Олтень (Вранча)
Олтень, Олтені (рум. Olteni) — село у повіті Вранча в Румунії. Входить до складу комуни Виртешкою.
Село розташоване на відстані 164 км на північний схід від Бухареста, 7 км на північний захід від Фокшан, 80 км на північний захід від Галаца, 115 км на схід від Брашова.

## Населення
За даними перепису населення 2002 року у селі проживали 255 осіб, усі — румуни. Усі жителі села рідною мовою назвали румунську.